# Страде Бјанке
Страде Бјанке (итал. Strade Bianche), друмска је једнодневна трка, која се одржава у Тоскани, у Централној Италији; старт и циљ су у Сијени. Први пут је одржана 2007. године, а од тада се одржава сваке године, прве или друге суботе у марту. Име Страде Бјанке (досл. „бијеле улице“), дато јој је због тога што се вози по бијелим калдрмама у области Крете Сенеси, који је и одлучујући дио трке. Трећина укупне дистанце трке вози се по калдрмисаном путу; укупно се вози 63 km калдрме, који су распоређени на 11 сектора.
Иако нема дугу историју, трка је брзо стекла велики престиж, а од 2017. године дио је  ворлд тура, највећег ранга професионалних трка у друмском бициклизму. Организатори трке су RCS Sport и La Gazzetta dello Sport, а одржава се недељу дана прије Тирено—Адријатика, као рани прољећни увод у калдрмисане класике у априлу. Рекордер је Фабијан Канчелара, који је трку освојио три пута.
Године 2015. основана је и трка за жене — Страде Бјанке доне, која се вози истог дана, прије трке за мушкарце, али са мањом дистанцом и прва је трка у календару UCI ворлд тура за жене. Тадеј Погачар је освојио трку 2022. поставши први побједник Тур де Франса који је освојио Страде Бјанке.

## Историја

### 2007—2010: Монтепаски ероика
Бициклистички догађај Ероика Страде Бјанке (досл. „херојска трка на бијелим путевима“), креиран је 1997. године, као рекреативна бициклистичка трка само за старинске бицикле, по бијелим калдрмисаним улицама око Сијене, која се и даље одржава дан након трке за професионалце. Концепт догађаја био је да оживе бициклизам из такозваног „херојског доба“, из прве половине 20. вијека, када је већина трка вожена по блатњавим или неасфалираним улицама.
Године 2007. под утицајем рекреативне, организована је трка за професионалце, названа Монтепаски ероика; одржана је 9. октобра, стартовала је у насељу Гајоле ин Кјанти, док је циљ био у Сијени, а побиједио је Рус Александар Колобнев. RCS Sport, који је организовао трку, тражио је од локалних хероја у бициклизму — Фјоренца Мањија и Паола Бетинија да промовишу новонасталу трку. Банка Монте деј Паски, најстарија банка на свијету која још увијек постоји, а чије је сједиште у Сијени, била је главни спонзор прве четири године.
Године 2008. помјерена је за март, ближе сезони прољећних класика. Освојио је Фабијан Канчелара, побиједивши у спринту Алесандра Балана, након што су се одвојили од групе на последњем сектору калдрме, на 11  до циља. Године 2009. име је промијењено у Страде Бјанке — ероика Тоскана, а проширена је за 9 km и додат је још један сектор калдрме; побиједио је Томас Лефквист, испред Фабијана Вегмана и Мартина Елмигера.
Године 2010. побиједио је Максим Иглињски, секунду испред Лефквиста и Мајкла Роџерса.

### 2011—2016: Доминација странаца
Године 2011. Филип Жилбер је побиједио у спринту испред Балана и Дамијана Кунега, након што се група од 20 возача одвојила у последњем километру. Године 2012. Канчелара је остварио другу побједу, поставши тако први двоструки побједник трке; Балан и Грег ван Авермат су нападали више пута, али је Канчелара напао на око 10 km до циља и остварио соло побједу, 42 секунде испред Иглињског. Године 2013. Морено Мозер је остварио прву побједу за Италију, након што је напао на претпоследњем сектору калдрме. Побиједио је шест секунди испред сувозача — Петера Сагана.
Године 2014. старт трке премјештен је у Сан Ђимињано; побиједио је Михал Квјатковски, који је заједно са Саганом напао на 21 km до циља; на последњем успону, Квјатковски је напао и побиједио 19 секунди испред Сагана, док је Алехандро Валверде завршио на трећем мјесту, 36 секунди иза. Године 2015. име је званично промијењено у Страде Бјанке — ероика про, након што формирана трке за жене; такође, трка је добила статус 1.HC у оквиру UCI Европа тура, што је највећи статус трка ван UCI ворлд тура. На 20 km до циља, напали су Здењек Штибар, Ван Авермат и Валверде, који су се међусобно нападали, али су дошли заједно до последњег километра. Ван Авермат је затим напао и отпао је Валверде, а у финишу, Штибар је напао и побиједио двије секунде испред Ван Авермата, док је Валверде завршио 18 секунди иза.
Године 2016. и старт и циљ премјештени су у Сијену. Иако је трка била млада, добила је велику медијску пажњу и престиж. Ђанлука Брамбила је напао из прве групе, на 5 km до циља, радећи за Штибара; на 500 метара до циља, достигли су га Фабијан Канчелара и Штибар, а Канчелара је у спринту остварио трећу побједу. Након треће побједе, један сектор калдрме је назван по Канчелари.

### 2017—данас:ворлд тур и пандемија ковида 19
Године 2017. трка је додата у UCI ворлд тур, први ранг професионалних друмских трка за мушкарце. Квјатковски је напао на 15 km до циља и остварио соло побједу, 15 секунди испред Ван Авермата, који је одспринтао Тима Веленса; Квјатковски је тако остварио другу побједу, поставши други возач са више од једне побједе, након Канчеларе. Године 2018. трка је вожена по лошем времену, по киши и блату. Због ниских температура и велике кише, сектори калдрме били су доста лоши, а велики број возача имао је механичких проблема; Белгијанац Тиш Бенот, остварио је прву професионалну побједу, након што је на последњем сектору калдрме достигао групу испред, а затим напао и остварио соло побједу, 39 секунди испред Ромена Бардеа, док је Ваут ван Арт завршио на трећем мјесту. Трку је завршило само 53 возача од 147 колико је почело; од њих, 20 возача завршило је ван временског лимита, преко 25 минута иза побједника. Барде, који је завршио на другом мјесту, био је импресиониран трком, која је годину раније названа Париз—Рубеом Тоскане. Године 2019. Жилијен Алафилип је напао на 23 km до циља, на сектору Монтепарти, што су пратили Ван Арт и Јакоб Фуглсанг, али је Ван Арт отпао на сектору Коле Пинцуто, на 17 km до циља. Алафилип је напао на успону Санте Катерина пред циљ у Сијени и побиједио је двије секунде испред Фуглсанга, док је Ван Арт завршио на трећем мјесту, 27 секунди иза.
Године 2020. трка је помјерена за август због пандемије ковида 19, због које је сезона била прекинута од марта до августа. Ван Арт је напао на 12 km до циља и остварио соло побједу, 30 секунди испред Давидеа Формола и Максимилијана Шахмана, остваривши тако побједу након два трећа мјеста заредом. Године 2021. на око 25 km до циља, одвојила се група од седам возача, у којој су били Метју ван дер Пул, Ван Арт, Алафилип, Михал Гогл, Тадеј Погачар, Еган Бернал и Том Пидкок. Ван дер Пул је напао на последњем сектору калдрме, на 11  до циља, пратио је само Алафилип, а на 10 km до циља, достигао их је Бернал. У последњем километру, Ван дер Пул је напао на успону и остварио соло побједу, пет секунди иза Алафилипа, док је Бернал завршио 20 секунди иза. У нападу у последњем километру, Ван дер Пул је достигао убрзање од 1.362 вата, након чега је 15 секунди возио са 1,105 вати, а у остатку успона, који је одвезао за минут и 23 секунде, одржавао је просјек од 556 вати. Године 2022. доста возача је испало из борбе након пада на 100 km до циља. Тадеј Погачар је напао на око 40 km до циља, на сектору Монте санте Мари и остварио је соло побједу, испред Алехандра Валвердеа и Каспера Асгрена. Валверде је са 42 године постао најстарији возач који је завршио на подијуму, а такође, то му је био трећи подијум на трци, чиме се изједначио са Канчеларом и Ван Артом са највише подијума. Године 2023. Том Пидкок је напао на око 50 km до циља и остварио је соло побједу, поставши први британски побједник трке. Валентен Мадуа је завршио на другом мјесту, а Тиш Бенот на трећем. У финишу трке, група од шест возача је дошла на десет секунди иза Пидкока, али је тада Атила Валтер напао неколико пута, због чега група није организовано радила и предност је поново порасла. Матеј Мохорич је изјавио да је Валтер тада требало да ради за Бенота како би достигли Пидкока умјесто да напада.
Године 2024. рута је са 184 повећана на 215 km и имала је укупно 15 калдрмисаних сектора. Погачар је напао на 81 km до циља, што нико није могао да прати и послије пет километара стекао је минут и по предности, након чега је тим Инеос гренадирс изашао да ради на чело групе. Максим ван Гилс је напао на 40 km до циља, након чега је Томс Скујинш напао на 27 km до циља, што је пратио Магнус Шефилд, али је достигнут, након чега је Пидкок напао из групе на на 18 km до циља, а Скујинш је достигао Ван Гилса и радили су заједно. Погачар је побиједио два минута и 44 секунде испред Скујинша, који је напао у финишу и завршио три секунде испред Ван Гилса, док је на четвртом мјесту завршио Пидкок, три минута и 50 секунди иза Погачара.

## Рута
Позната је по земљаним путевима, оштрим успонима и финишу на средњовјековном тргу. Са комбинацијом калдрме, шљунка и успона, медији су истакли да одговара различитим типовима возача, класик специјалистима, брдашима, панчерима, као и возачима циклокроса и брдског бициклизма. Старт и циљ трке је у Сијени, која је дио Свјетске баштине УНЕСКО-а. Дужина се мијењала током година; прве године кад је трка одржана вожено је 180 km, док је у периоду од 2009. до 2012. вожено 190 km. Наредних пет година, од 2013. до 2017. године, дужина се мијењала сваке године, од 200 до 175 km, а од 2018. до 2023. дужина је била 184 km. Године 2024. дужина је проширена на 215 km. Вози се по брдовитом терену, који пролази кроз Крете Сенеси у централној Тоскани, у округу Сијена. До 2023. возило се 11 сектора по калдрмисаном путу, што је чинило укупно 63 km калдрме, док је 2024. проширено на 15 сектора и 71,2 km калдрме. Сектори су, у зависности од тежине, означени са једном звјездицом за најлакше, до пет звјездица за најтеже. Најтежи сектор је сектор 8 — Монте санте Мари, који је назван сектор Канчелара и дуг је 11,5 km, а једини је означен са пет звјездица. Најдужи сектор је сектор 5 — Лучињано, који је дуг 11,9 km и означен је са три звјездице.
Циљ трке је на средњовјековном тргу у Сијени поплочаним циглом — Пјаца дел Кампо, након стрмог успона по калдрмисаном путу Санта Катерина у последњем километру, који води у центар средњовјековног града.

### Калдрмисани путеви
Бијели калдрмисани путеви, који су једна од обиљежја села у Тоскани, јединствена су карактеристика трке. Ту се обично налазе сеоске траке и стазе, које се зову Страде Бјанке или Стерати на италијанском, а које се протежу преко брда и винограда региона Чјанти. Најдужи и најтежи сектори су Лучињано д’Асо (11,9 km) и Монте санте Мари (11,5 km), док се некада возио сектор Ашано, дуг 11 km. Неки од сектора се возе по равном, док се остали возе по стрмим успонима и спустевима, а позиционирање је често пресудни фактор.
Организатори трке били су инспирисани са два најпознатија сјеверна класика — Ронде ван Фландереном са бријеговима (кратки стрми успони) и Париз—Рубеом са исцрпљујућим секцијама калдрме. Назив трке представља италијански одговор на фландријске исконске једнодневне трке, а промотивни слоган за издање 2015. гласио је: La Classica del Nord più a sud d'Europa (најјужнији сјеверни класик Европе).
Директор за организовање догађаја у компанији RCS Sport — Анђело Цомењан, изјавио је прије првог издања трке 2007. године: „бициклизму је потребно нешто ново и возачима је потребна мотивација. Ова трка је јединствена и специјална.“ Такође, италијански спринтер — Данијеле Бенати је прије почетка трке изјавио: „ово је као осјећај повратка кроз вријеме. Нисам замишљао путеве као што су ови, када једино видите трактор свако мало. Биће важна трка, која може да постане важан класик. Већ могу да замислим атмосферу при доласку на Пјаца дел Палио.“ Жилијен Алафилип је, прије почетка трке 2021. изјавио да заслужује статус монументалног класика, иако је релативно млада, док је Погачар након побједе 2024. изјавио да је то најпраћенија једнодневна трка на свијету и да ће једног дана можда бити монументални класик.
| Бр. | Име                                 | Дужина од    | Дужина од | Дужина (km) | Категорија        | Максимални нагиб |
| Бр. | Име                                 | Почетак (km) | Крај (km) | Дужина (km) | Категорија        | Максимални нагиб |
| --- | ----------------------------------- | ------------ | --------- | ----------- | ----------------- | ---------------- |
| 1.  | Видрита                             | 14,2         | 198.8     | 4,4         | *                 | —                |
| 2.  | Бањаја                              | 19,2         | 193.8     | 4,8         | * · * · *         | 15%              |
| 3.  | Ради                                | 30,1         | 182.9     | 4,4         | * · *             | 12%              |
| 4.  | Ла пјана                            | 40,7         | 172.3     | 6,4         | *                 | —                |
| 5.  | Лучињано д’Асо                      | 73,4         | 139.6     | 11,9        | * · * · *         | —                |
| 6.  | Пиеве а Салти                       | 86,3         | 126.7     | 8,0         | * · * · * · *     | 11%              |
| 7.  | Серавале                            | 99,9         | 113.1     | 9,3         | * · * · *         | 11%              |
| 8.  | Сан Мартино ин Гранија              | 110.7        | 102.3     | 9,4         | * · * · * · * · * | 12%              |
| 9.  | Монте санте Мари (сектор Канчелара) | 129.1        | 83,9      | 11,5        | * · * · * · * · * | 18%              |
| 10. | Монтеаперти                         | 159.3        | 53,7      | 0,6         | * · *             | 13%              |
| 11. | Коле Пинцуто                        | 163.8        | 49,2      | 2,4         | * · * · * · *     | 15%              |
| 12. | Ле Толфе                            | 170          | 43        | 1,1         | * · * · * · *     | 18%              |
| 13. | Страда дел Кастањо                  | 173.4        | 39,6      | 0,7         | * · * · *         | —                |
| 14. | Монтекијаро                         | 187.2        | 25,8      | 3,3         | * · *             | —                |
| 15. | Коле Пинцуто                        | 193.9        | 19,1      | 2,4         | * · * · * · *     | 15%              |
| 16. | Ле Толфе                            | 197.7        | 15,3      | 1,1         | * · * · * · *     | 18%              |

## Занимљивости
- Возачи који освоје трку три пута добијају сектор калдрме који ће се звати по њима.[67] Фабијан Канчелара је први возач по коме је назван један сектор на трци — сектор 8, дуг 11,5 km и означен са пет звјездица.[6][68][69][70][71]
- Најмлађи побједник је Морено Мозер, који је освојио трку 2013. године са 22 године и 70 дана.
- Најстарији побједник је Фабијан Канчелара, који је освојио трку 2016. године са 34 године и 353 дана.
- Три возача – Алесандро Балан, Петер Саган и Грег ван Авермат – завршили су трку на другом мјесту два пута, а нико од њих је није освојио ниједном.

## Страде Бјанке доне
Трка за жене — Страде Бјанке доне, покренута је 2015. године и прва је трка у оквиру ворлд тура за жене. Одржава се на исти дан кад и трка за мушкарце, али са краћом дистанцом. Укупна дужина трке за жене износи 136 km, од чега се по калдрми вози 30 km распоређених на осам сектора. Американка Меган Гварније, освојила је прво издање трке.

## Списак побједника
Побједници Страде Бјанкеа:
- 2025.  Тадеј Погачар
- 2024.  Тадеј Погачар
- 2023.  Том Пидкок
- 2022.  Тадеј Погачар
- 2021.  Метју ван дер Пул
- 2020.  Ваут ван Арт
- 2019.  Жилијен Алафилип
- 2018.  Тиш Бенот
- 2017.  Михал Квјатковски
- 2016.  Фабијан Канчелара
- 2015.  Здењек Штибар
- 2014.  Михал Квјатковски
- 2013.  Морено Мозер
- 2012.  Фабијан Канчелара
- 2011.  Филип Жилбер
- 2010.  Максим Иглињски
- 2009.  Томас Лефквист
- 2008.  Фабијан Канчелара
- 2007.  Александар Колобнев

### Вишеструки побједници
Возачи који су болдовани су и даље активни
| Позиција | Возач             | Број побједа | Године           |
| -------- | ----------------- | ------------ | ---------------- |
| 1.       | Фабијан Канчелара | 3            | 2008, 2012, 2016 |
| 1.       | Тадеј Погачар     | 3            | 2022, 2024, 2025 |
| 3.       | Михал Квјатковски | 2            | 2014, 2017       |

### Побједе по државама
| Позиција | Држава               | Број побједа |
| -------- | -------------------- | ------------ |
| 1.       | Швајцарска           | 3            |
| 1.       | Белгија              | 3            |
| 1.       | Словенија            | 3            |
| 4.       | Пољска               | 2            |
| 4        | Русија               | 1            |
| 4        | Шведска              | 1            |
| 4        | Казахстан            | 1            |
| 4        | Италија              | 1            |
| 4        | Чешка Република      | 1            |
| 4        | Француска            | 1            |
| 4        | Холандија            | 1            |
| 4        | Уједињено Краљевство | 1            |